# Scottsboro: An American Tragedy
Scottsboro: An American Tragedy è un documentario del 2000 diretto da Daniel Anker e Barak Goodman candidato al premio Oscar al miglior documentario. Narra della vicenda degli Scottsboro Boys avvenuta nel 1931; un gruppo di adolescenti afroamericani falsamente accusati di stupro.